# The Old Mountain Feud
The Old Mountain Feud est le surnom du match de rivalité dans le football américain universitaire opposant les Mountaineers de université d'État des Appalaches basée à Boone en Caroline du Nord et le Thundering Herd de l'université Marshall basée à Huntington en Virginie-Occidentale,,. La rivalité est importante pour sa place dans la culture contemporaine des Appalaches, les deux campus s'y trouvant basées.
Les programmes de football américain étaient dominants lorsqu'ils étaient dans la NCAA Division I Football Championship Subdivision (FCS). De 1986 à 1996, les deux programmes ont remporté un total de huit titres de la Southern Conference (dont un titre partagé avec entre Furman et Marshall pour la saison 1988). Au niveau national, les équipes ont remporté trois Walter Payton Awards et cinq championnats nationaux FCS. Marshall rejoint la NCAA Division I Football Bowl Subdivision (FBS) en 1997, Appalachian State faisant de même en 2014.
En fin de saison 2023, Appalachian State mène la série avec 16 victoires pour 11 à Marchall.
La rivalité a eu lieu chaque année de 1977 à 1996 et depuis la saison 2020. C'est à nouveau une rivalité intra-conférence puisque Marshall a rejoint Appalachian State dans la Division Est de la Sun Belt Conference en 2022,.

## Histoire
Le programme de football américain de Marshall a débuté en 1895 et celui d'Appalachian State en 1928. Cependant, ils ne se sont pas rencontrés avant que Marshall ne rejoigne la Southern Conference en 1977. Les équipes ont été toutes deux en lice pour décrocher les titres de la Southern Conference pendant plusieurs saisons, et pendant l'intersaison, les entraîneurs se disputaient les mêmes recrues régionales. En 1995, la ferveur était si intense que les fans de Marshall ont attaqué le bus de l'équipe d'Appalachian State qui se dirigeait vers le Joan C. Edwards Stadium.
Marshall quitte la conférence en 1996 ce qui met fin à la rivalité jusqu'en 2020, à l'exception d'un match disputé en 2002. À cette époque, les deux programmes ont acquis une reconnaissance nationale rare pour des équipes, Appalachian State devenant la première université FCS à battre un programme du Top 5 FBS (Michigan en 2007) ainsi que devenant le premier programme de football américain universitaire à remporter un bowl dès sa première année d'éligibilité
. Randy Moss, joueur de Marshall a été intronisé au Pro Football Hall of Fame de la NFL et le programme a fait l'objet du long métrage de 2006 intitulé « We Are Marshall », basé sur les conséquences de la tragédie du vol Southern Airways 932.
Bien que de nombreux fans de Marshall considèrent Appalachian State comme leur principal rival, la plupart des fans d'Appalachian State considèrent Marshall comme leur deuxième rival derrière l'adversaire de longue date Georgia Southern. Pourtant, la rivalité reste féroce entre les entraîneurs
, les joueurs et les fans. Une altercation au Kidd Brewer Stadium (en) en 2021 a fait la une des journaux nationaux après qu'un groupe de supporters des Mountaineers se soit moqué de certains joueurs de Marshall alors qu'ils se dirigeaient vers les vestiaires après le match. En réponse, un joueur de Marshall a craché sur les fans
. L'incident a été filmé et a suscité un débat médiatique sur le comportement acceptable entre les spectateurs et les étudiants athlètes.

## Palmarès
Le classement des équipes dans les tableaux ci-dessous est celui de l'Associated Press avant la saison 2014 et celui du comité du College Football Playoff depuis 2014.
|                                |                                  |                           |                           |
| Appalachian State (16)         | Marshall (11)                    |                           |                           |
| Plus large victoire            | Marshall, 50–0 (1990)            | Marshall, 50–0 (1990)     |                           |
| Plus longue série de victoires | Appalachian State, 4 (1977–1980) |                           |                           |
| Série en cours sans défaite    | Marshall, 1 (depuis 2024)        | Marshall, 1 (depuis 2024) | Marshall, 1 (depuis 2024) |

| N° | Date              | Lieu       | Vainqueur         | Score |
| -- | ----------------- | ---------- | ----------------- | ----- |
| 01 | 1er octobre 1977  | Boone      | Appalachian State | 28–20 |
| 02 | 16 septembre 1978 | Huntington | Appalachian State | 28–07 |
| 03 | 17 novembre 1979  | Boone      | Appalachian State | 45–07 |
| 04 | 4 octobre 1980    | Huntington | Appalachian State | 23–06 |
| 05 | 7 novembre 1981   | Boone      | Marshall          | 17–10 |
| 06 | 8 octobre 1982    | Huntington | Appalachian State | 21–13 |
| 07 | 12 novembre 1983  | Boone      | Appalachian State | 28–19 |
| 08 | 12 octobre 1984   | Huntington | Marshall          | 35–07 |
| 09 | 16 novembre 1985  | Boone      | Appalachian State | 40–0  |
| 10 | 8 novembre 1986   | Huntington | Appalachian State | 27–17 |
| 11 | 7 novembre 1987   | Boone      | Appalachian State | 17–10 |
| 12 | 12 décembre 1987  | Boone      | Marshall          | 24–10 |
| 13 | 29 octobre 1988   | Huntington | Marshall          | 30–27 |
| 14 | 4 novembre 1989   | Boone      | Appalachian State | 28–07 |

| N° | Date              | Lieu       | Vainqueur         | Score |
| -- | ----------------- | ---------- | ----------------- | ----- |
| 15 | 3 novembre 1990   | Huntington | Marshall          | 50–0  |
| 16 | 31 août 1991      | Boone      | Appalachian State | 09–03 |
| 17 | 7 novembre 1992   | Huntington | Appalachian State | 37–34 |
| 18 | 23 octobre 1993   | Huntington | Marshall          | 35–03 |
| 19 | 22 octobre 1994   | Boone      | Appalachian State | 24–14 |
| 20 | 21 octobre 1995   | Huntington | Appalachian State | 10–03 |
| 21 | 26 octobre 1996   | Boone      | Marshall          | 24–10 |
| 22 | 31 août 2002      | Huntington | #19 Marshall      | 50–17 |
| 23 | 19 septembre 2020 | Huntington | Marshall          | 17–07 |
| 24 | 23 septembre 2021 | Boone      | Appalachian State | 31–30 |
| 25 | 12 novembre 2022  | Huntington | Marshall          | 28–21 |
| 26 | 4 septembre 2023  | Boone      | Appalachian State | 31–09 |
| 27 | 5 octobre 2024    | Huntington | Marshall          | 52–37 |

## Articles annexes
- Liste des matchs de rivalité en football américain universitaire de la NCAA